# Кейбері (Іллінойс)
Кейбері (англ. Cabery) — селище (англ. village) в США, в округах Форд і Канкакі штату Іллінойс. Населення — 231 особа (2020).

## Географія
Кейбері розташоване за координатами 40°59′45″ пн. ш. 88°12′13″ зх. д. / 40.99583° пн. ш. 88.20361° зх. д. (40.995751, -88.203692).  За даними Бюро перепису населення США в 2010 році селище мало площу 0,89 км², уся площа — суходіл.

## Демографія
Згідно з переписом 2010 року, у селищі мешкало 266 осіб у 104 домогосподарствах у складі 70 родин. Густота населення становила 299 осіб/км².  Було 116 помешкань (130/км²).
Расовий склад населення:
| - 96,6 % — білих - 0,8 % — чорних або афроамериканців - 0,4 % — корінних американців |

До двох чи більше рас належало 2,3 %. Частка іспаномовних становила 6,0 % від усіх жителів.
За віковим діапазоном населення розподілялося таким чином: 25,2 % — особи молодші 18 років, 65,0 % — особи у віці 18—64 років, 9,8 % — особи у віці 65 років та старші. Медіана віку мешканця становила 35,3 року. На 100 осіб жіночої статі у селищі припадало 103,1 чоловіків;  на 100 жінок у віці від 18 років та старших — 118,7 чоловіків також старших 18 років.
Середній дохід на одне домашнє господарство  становив 46 302 долари США (медіана — 38 393), а середній дохід на одну сім'ю — 39 358 доларів (медіана — 32 656). За межею бідності перебувало 32,9 % осіб, у тому числі 56,9 % дітей у віці до 18 років та 0,0 % осіб у віці 65 років та старших.
Цивільне працевлаштоване населення становило 135 осіб. Основні галузі зайнятості: мистецтво, розваги та відпочинок — 23,0 %, виробництво — 17,8 %, роздрібна торгівля — 12,6 %, освіта, охорона здоров'я та соціальна допомога — 11,9 %.